# Élections sénatoriales de 2017 dans le Puy-de-Dôme
Les élections sénatoriales dans le Puy-de-Dôme ont lieu le dimanche 24 septembre 2017. Elles ont pour but d'élire les sénateurs représentant le département au Sénat pour un mandat de six années.

## Contexte départemental
Lors des élections sénatoriales de 2011 dans le Puy-de-Dôme, trois sénateurs PS ont été élus, Michèle André, Jacques-Bernard Magner et Alain Néri.
Depuis, tous les effectifs du collège électoral des grands électeurs ont été renouvelés, avec les élections législatives de 2017, les élections régionales de 2015, les élections départementales de 2015 et les élections municipales de 2014.

## Sénateurs sortants
| Sénateur | Sénateur               | Parti | Fonctions lors de l'élection en 2011                     |
| -------- | ---------------------- | ----- | -------------------------------------------------------- |
|          | Michèle André          | PS    | Sénatrice sortante, conseillère générale                 |
|          | Jacques-Bernard Magner | PS    | Ancien conseiller régional                               |
|          | Alain Néri             | PS    | Député, conseiller général, maire de Beauregard-l'Évêque |

## Présentation des listes et des candidats
Les nouveaux représentants sont élus pour une législature de 6 ans au suffrage universel indirect par les 1 686 grands électeurs du département. Dans le Puy-de-Dôme, les sénateurs sont élus au scrutin proportionnel plurinominal. Leur nombre reste inchangé, trois sénateurs sont à élire et cinq candidats doivent être présentés sur la liste pour qu'elle soit validée. Chaque liste de candidats est obligatoirement paritaire et alterne entre les hommes et les femmes. Plusieurs listes seront déposées dans le département. Elles sont présentées ici dans l'ordre de leur dépôt à la préfecture et comportent l'intitulé figurant aux dossiers de candidature.
Les listes présentées ne sont pas les listes officielles et sont susceptibles d'être modifiées jusqu'au dépôt définitif et officiel des listes.

### Les Républicains
| N° | Candidats | Candidats            | Parti | Principale fonction                                                 |
| -- | --------- | -------------------- | ----- | ------------------------------------------------------------------- |
| 01 |           | Jean-Marc Boyer      | LR    | Conseiller départemental, maire de Laqueuille                       |
| 02 |           | Marie-Thérèse Sikora | LR    | Conseillère régionale, maire de Saint-Éloy-les-Mines                |
| 03 |           | Brice Hortefeux      | LR    | Vice-président du conseil régional, Député européen, ancien ministr |
| 04 |           | Valérie Prunier      | LR    | Conseillère départementale                                          |
| 05 |           | Jean-Paul Cuzin      | LR    | Premier adjoint au maire de Beaumont, conseiller départemental      |

### Parti socialiste
| N° | Candidats | Candidats              | Parti | Principale fonction                                   |
| -- | --------- | ---------------------- | ----- | ----------------------------------------------------- |
| 01 |           | Jacques-Bernard Magner | PS    | Sénateur sortant, maire de Charbonnières-les-Vieilles |
| 02 |           | Valérie Bernard        | PS    | Conseillère départementale                            |
| 03 |           | Anthony Leroy          | PS    |                                                       |
| 04 |           | Stéphanie Souche       | PS    |                                                       |
| 05 |           | Pascal Pigot           | PS    | Conseiller départemental, maire des Martres-de-Veyre  |

### La République en marche!
| N° | Candidats | Candidats        | Parti | Principale fonction                                                  |
| -- | --------- | ---------------- | ----- | -------------------------------------------------------------------- |
| 01 |           | Éric Gold        | LREM  | Conseiller départemental, adjoint au maire de Saint-Priest-Bramefant |
| 02 |           | Sandrine Legay   | LREM  | Avocate                                                              |
| 03 |           | Éric Chevaleyre  | LREM  | Adjoint au maire d'Ambert                                            |
| 04 |           | Jocelyne Bouquet | LREM  | Conseillère départementale, adjointe au maire du Broc                |
| 05 |           | Serge Pichot     | DVG   | Conseiller départemental                                             |

### L'humain d'abord pour nos territoires (Parti communiste français)
| N° | Candidats | Candidats           | Parti | Principale fonction                                  |
| -- | --------- | ------------------- | ----- | ---------------------------------------------------- |
| 01 |           | Julien Brugerolles  | PCF   | Conseiller municipal de Paslières                    |
| 02 |           | Stéphanie Lobo      | PCF   | Adjointe au maire de Blanzat                         |
| 03 |           | Jean-Michel Charlat | PCF   | Maire de Billom                                      |
| 04 |           | Christine Duval     | DVG   | Adjointe au maire de Surat                           |
| 05 |           | Luc Bourduge        | PCF   | Ancien vice-président du conseil régional d'Auvergne |

### Centre, citoyens et indépendants
| N° | Candidats | Candidats             | Parti | Principale fonction                           |
| -- | --------- | --------------------- | ----- | --------------------------------------------- |
| 01 |           | Laurent Pradier       | MoDem | Conseiller municipal d'Issoire                |
| 02 |           | Michelle Clement      | MoDem | Ancienne conseillère générale                 |
| 03 |           | Patrice Royet         | DVD   | Conseiller municipal de Billom                |
| 04 |           | Françoise Roncolato   | DVD   |                                               |
| 05 |           | Amine-Xavier Chaabane | DVD   | Conseiller municipal de Pérignat-lès-Sarliève |

### Europe Écologie Les Verts
| N° | Candidats | Candidats          | Parti | Principale fonction                           |
| -- | --------- | ------------------ | ----- | --------------------------------------------- |
| 01 |           | Odile Vignal       | EÉLV  |                                               |
| 02 |           | Nicolas Bonnet     | EÉLV  |                                               |
| 03 |           | Agnès Mollon       | EÉLV  |                                               |
| 04 |           | Hubert Constancias | EÉLV  |                                               |
| 05 |           | Danielle Auroi     | EÉLV  | Ancienne députée, ancienne députée européenne |

### Liste bleu marine pour la défense de nos communes et de nos départements (Front national)
| N° | Candidats | Candidats          | Parti | Principale fonction |
| -- | --------- | ------------------ | ----- | ------------------- |
| 01 |           | Stanislas Chavelet | FN    |                     |
| 02 |           | Anne-Marie Carta   | FN    |                     |
| 03 |           | Jérôme Jayet       | FN    |                     |
| 04 |           | Sylwia Powarunas   | FN    |                     |
| 05 |           | Stéphane Rayssac   | FN    |                     |

### Les constructifs pour le Puy-de-Dôme (UDI)
| N° | Candidats | Candidats         | Parti | Principale fonction |
| -- | --------- | ----------------- | ----- | ------------------- |
| 01 |           | Flavien Neuvy     | UDI   | Maire de Cebazat    |
| 02 |           | Jacqueline Bolis  | UDI   |                     |
| 03 |           | François Crégut   | UDI   |                     |
| 04 |           | Hélène Federspiel | UDI   |                     |
| 05 |           | Gérard Vialat     | UDI   |                     |

## Résultats
| Tête de liste                                                            | Tête de liste            | Liste                                | Voix  | %     | Élus |
| ------------------------------------------------------------------------ | ------------------------ | ------------------------------------ | ----- | ----- | ---- |
|                                                                          | Jean-Marc Boyer          | Les Républicains                     | 438   | 25,81 | 1    |
| Liste de la droite et du centre                                          |                          |                                      | 438   | 25,81 | 1    |
|                                                                          | Jacques-Bernard Magner   | Parti socialiste                     | 422   | 24,87 | 1    |
| Ensemble pour le Puy-de-Dôme                                             |                          |                                      | 422   | 24,87 | 1    |
|                                                                          | Éric Gold                | La République en marche              | 309   | 18,21 | 1    |
| Agir ensemble pour nos collectivités                                     |                          |                                      | 309   | 18,21 | 1    |
|                                                                          | Julien Brugerolles       | Parti communiste français            | 271   | 15,97 | 0    |
| L'humain d'abord pour nos territoires                                    |                          |                                      | 271   | 15,97 | 0    |
|                                                                          | Flavien Neuvy            | Union des démocrates et indépendants | 95    | 5,60  | 0    |
| Les constructifs pour le Puy-de-Dôme                                     |                          |                                      | 95    | 5,60  | 0    |
|                                                                          | Laurent Pradier          | Mouvement démocrate                  | 87    | 5,13  | 0    |
| Centre, citoyens et indépendants                                         |                          |                                      | 87    | 5,13  | 0    |
|                                                                          | Odile Vignal             | Écologiste (EÉLV)                    | 57    | 3,36  | 0    |
| Europe Écologie Les Verts                                                |                          |                                      | 57    | 3,36  | 0    |
|                                                                          | Stanislas Chavelet       | Front national                       | 18    | 1,06  | 0    |
| Liste bleu marine pour la défense de nos communes et de nos départements |                          |                                      | 18    | 1,06  | 0    |
|                                                                          |                          |                                      |       |       |      |
| Suffrages exprimés                                                       | Suffrages exprimés       | Suffrages exprimés                   | 1 697 | 97,25 |      |
| Votes blancs                                                             | Votes blancs             | Votes blancs                         | 32    | 1,83  |      |
| Votes nuls                                                               | Votes nuls               | Votes nuls                           | 16    | 0,92  |      |
| Total                                                                    | Total                    | Total                                | 1 745 | 100   | 3    |
| Abstention                                                               | Abstention               | Abstention                           | 25    | 1,41  |      |
| Inscrits / participation                                                 | Inscrits / participation | Inscrits / participation             | 1 770 | 98,59 |      |

### Sénateurs élus
| Sénateur | Sénateur               | Parti |
| -------- | ---------------------- | ----- |
|          | Jacques-Bernard Magner | PS    |
|          | Éric Gold              | LREM  |
|          | Jean-Marc Boyer        | LR    |